# Гхотки
Гхотки (англ. Ghotki) — город в пакистанской провинции Синд, расположен в одноимённом округе. Город расположен на высоте 72 метра над уровнем моря.

## История
13 июля 2005 года недалеко от города Гхотки произошло железнодорожное происшествие. В результате столкновения трёх поездов погибли по меньшей мере 132 человека, несколько сотен получили ранения.

## Демография
| 1961  | 1972   | 1981   | 1998   | 2012   |
| ----- | ------ | ------ | ------ | ------ |
| 6 956 | 19 275 | 28 837 | 51 401 | 61 296 |